# 1,2-dibromethan
1,2-dibromethan (také nazývaný ethylendibromid (EDB)), je bromovaný derivát ethanu se vzorcem C2H4Br2. I když se ve stopových množstvích vyskytuje v oceánu, kde vzniká působením mořských řas, tak jde převážně o syntetickou látku. Jedná se o bezbarvou kapalinu s mírně nasládlým pachem, pocítitelným již při koncentracích okolo 0,001 %, používá se jako fumigant. Jeho spalováním vzniká plynný bromovodík, jenž je značně žíravý.

## Výroba a použití
1,2-dibromethan se vyrábí reakcí plynného ethenu s bromem; jde o příklad adice halogenu:
CH2=CH2 + Br2 → BrCH2–CH2Br
1,2-dibromethan se používal jako aditivum do olovnatých benzínů. Reagoval se zbytky olova za vzniku těkavých bromidů, čímž zamezoval zanášení motoru usazeninami olova.

### Jako pesticid
1,2-dibromethan byl používán jako pesticid aplikovaný do půdy a na plodiny. Jeho používání se rozšířilo, když nahradil 1,2-dibrom-3-chlorpropan (DBCP). Toto využívání bylo zastaveno, ovšem stále se používá jako fumigant na ošetření dřeva proti hmyzu a k omezení výskytu nočních motýlů ve včelích úlech.

### Jako reaktant
1,2-dibromethan se používá na přípravu dalších organických sloučenin, například vinylbromidu, prekurzoru některých zpomalovačů hoření, a molekul obsahujících pozměněné diazocinové kruhy.
V organické syntéze se 1,2-dibromethan používá jako zdroj bromu při bromaci karboaniontů a k aktivaci hořčíku při přípravě některých Grignardových činidel. V druhém případě 1,2-dibromethan reaguje s hořčíkem, čímž vzniká ethen a bromid hořečnatý, a hořčík se naváže na substrát.

## Vliv na zdraví
1,2-dibromethan způsobuje změny v metabolismu a poškozuje tkáně. Hodnota LD50 1,2-dibromethanu je 140 mg/kg (orálně, u krys) a 300,0 mg/kg (podkožně, u králíků). 1,2-dibromethan také patří mezi karcinogeny.
Účinky na lidský organismus při vdechnutí větších množství nejsou známy, ovšem při zkoumání zvířat krátkodobě vystavených vysokým dávkám 1,2-dibromethanu docházelo ke kolapsům, což naznačuje vliv na fungování mozku. Změny na mozku a v chování byly také pozorovány u mladých rys, jejichž rodiče vdechli 1,2-dibromethan, a byla také nalezena poškození u mláďat vystavených této látce v průběhu březosti.
U lidí nebyly takovéto účinky 1,2-dibromethanu pozorovány. Při pozření může být smrtelná dávka okolo 40 ml.